# Tiên Phong, Tiên Phước
Tiên Phong là một xã thuộc huyện Tiên Phước, tỉnh Quảng Nam, Việt Nam.
Xã Tiên Phong có diện tích 21,26 km², dân số năm 1999 là 4181 người, mật độ dân số đạt 197 người/km².